# Plesiodema pinetella
Plesiodema pinetella – gatunek pluskwiaka z podrzędu różnoskrzydłych i rodziny tasznikowatych (Miridae). Jedyny polski przedstawiciel rodzaju Plesiodema.

## Budowa ciała
Owad ma ciało długości od 2,6 do 3,5 mm o kształcie u samców bardziej wydłużonym, a u samic owalnym. Ciało o barwie brunatnobrązowej. Jaśniejsze jest u samca. Tarczka barwy ciemnobrązowej, ciemniejsza od półpokryw. 

## Tryb życia
Pluskwiak ten występuje na drzewach iglastych, najczęściej na świerku, sośnie i jodle. Imagines pojawiają się od czerwca do lipca. Zimują jaja. Posiada jedno pokolenie rocznie.

## Występowanie
Owad ten występuje w dużej części Europy oraz Turcji, Mongolii i wschodniej Rosji. W Polsce rzadki. Występuje na północy kraju i Beskidzie Zachodnim.